# Метью Стенлі
Метью Стенлі (англ. Matthew Stanley, 15 січня 1992) — новозеландський плавець.
Учасник Олімпійських Ігор 2012, 2016 років.